# Paul Hall
Paul Hall (Manchester, 3 febbraio 1972) è un allenatore di calcio ed ex calciatore giamaicano, di ruolo attaccante.

## Carriera

### Giocatore

#### Club
- Conference League: 1

Rushden & Diamonds: 2000-2001
- Campionato inglese di quarta divisione: 1

Rushden & Diamonds: 2002-2003

#### Individuale
- Squadra dell'anno della PFA: 1

2002-2003 (Division Three)